# Главное управление военно-учебных заведений
Главное управление военно-учебных заведений (ГУВУЗ) — орган главного военного управления в Сухопутных силах Российской империи, для руководства военно-учебными заведениями.
Главное управление образовано в ходе военной реформы в России Высочайшим указом Правительствующему Сенату от 21 января 1863 г.. в рамках реформы военного образования оно введено в состав военного министерства для руководства учебно-воспитательной и административно-хозяйственной деятельностью военно-учебных заведений.

## Предыстория
Новое управление возникло не на пустом месте. Еще в 1805 г. был учрежден Непременный совет о военных училищах под председательством великого князя Константина Павловича, в который вошли министры народного просвещения и военных сухопутных сил, инспектор всей артиллерии, товарищ министра иностранных дел, несколько военных чинов по выбору императора. Совет должен был «немедленно приступить к устроению губернских военных училищ… и к преобразованию высших кадетских корпусов, составив оным полный устав и штат». За последующие полвека наблюдаются и другие опыты создания единого центрального органа, которому были бы подчинены военно-учебные заведения. Одновременно с учреждением ГУВУЗа упразднены его непосредственные предшественники — Штаб его императорского высочества главного начальника военно-учебных заведений, Управление училищ военного ведомства и Совет о военно-учебных заведениях, функции, структура (и отчасти личный состав) которых перешли к новому ведомству.
С этого времени Главное управление военно-учебных заведений осуществляло свою деятельность вплоть до середины 1918 г., когда было реорганизовано в условиях уже нового государственного устройства.

## 1863—1880
Область компетенции и структура ведомства были определены его Положением и штатом, утвержденными 25 августа 1863 г.. Изначально в подчинение ГУВУЗа поступили Пажеский корпус, 15 сухопутных кадетских корпусов (Первый и Второй, Первый и Второй Московские, Нижегородский графа Аракчеева, Орловский Бахтина, Тульский Александровский, Петровский Полтавский, Владимирский Киевский, Полоцкий, Михайловский Воронежский, Неранжированный Тамбовский, Сибирский, Оренбургский Неплюевский и Финляндский), Николаевское училище гвардейских юнкеров, Константиновское военное училище, 18 училищ военного ведомства и Аудиторское училище. Николаевская Генерального штаба, Михайловская артиллерийская и Николаевская инженерная академии, напротив, вместе с артиллерийским и инженерным училищами остались в ведении других Главных управлений военного министерства — Генерального штаба, артиллерийского и инженерного.
Состав и число подведомственных учебных заведений не раз (особенно в этот период) менялись. Так, в 1864 г. Главному управлению были подчинены юнкерские училища, вновь открывающиеся для подготовки к производству в офицеры вольноопределяющихся , в 1866 г. — военно-начальные школы, образованные из так наз. школ военного ведомства (до 1858 г. школы кантонистов), выпускавшие унтер-офицеров нестроевых специальностей.
Во главе управления стоял начальник (с 1867 г. — главный начальник) военно-учебных заведений, который подчинялся непосредственно военному министру. Первым на эту должность был назначен видный деятель военной реформы генерал-майор Н. В. Исаков.
По штату 1863 г., кроме восьми военных и гражданских чиновников для поручений, начальнику полагались двое заместителей — помощник и вице-директор. Основная деятельность управления была сосредоточена в трех отделениях — Первом инспекторском (в составе 2 старших адъютантов и 4 столоначальников), Втором учебном (начальник отделения, 2 столоначальников) и Третьем хозяйственном (начальник отделения, 3 помощников). Временно в структуре управления было и Четвертое, контрольное отделение (начальник отделения, 7 контролеров, бухгалтер, его помощник).
Помимо того, в структуре ГУВУЗа выделялись Педагогический комитет, общее присутствие, канцелярия, педагогическая библиотека, центральное депо учебных пособий, архив. Бо́льшую часть должностей в управлении могли занимать как военные чины, так и гражданские чиновники. Всего по первой редакции штат предусматривал 142 сотрудника, содержание которых обходилось в 120 тыс. р..
Спустя четыре года, в 1867 г., наряду с общим штатом военного министерства, штат ГУВУЗа был пересмотрен. Упразднены должность вице-директора и общее присутствие. Одновременно число чиновников по особым поручениям увеличено до 12-ти, введены бухгалтерская и судная часть. В целом при сохранении общей суммы расходов на содержание управления штат его был сокращен до 84 человек.
В это же время ГУВУЗу было предоставлено новое помещение в освободившейся части здания Павловского кадетского корпуса на Большой Спасской улице (ныне улице Красного Курсанта), 21. Прежнее помещение решено было реконструировать под квартиры чиновников.
«Предметы ведения» и направления деятельности управления, в меньшей части — его структура, получили отражение в новом Положении о военном министерстве.
Первое, инспекторское, отделение ведало личным составом как военно-учебных заведений, так и самого управления: приемом и увольнением служащих, преподавателей и воспитанников, их перемещением, производством, наградами и проч. В период 1860−1870-х гг. перед отделением стояла задача разработки новых положений и штатов для всех подведомственных учреждений.
Целью реформы военного образования в 1860-х — 1870-х гг. было повышение его эффективности, качества знаний, специальной подготовки офицеров — с одной стороны, соответствия морального и физического уровня офицерства условиям и требованиям строевой службы и боевых действий — с другой.
Прежде всего, решено было разделить имеющиеся военно-учебные заведения на несколько уровней образования, по существу — подготовительный, начальный и специальный. Для этого на базе специальных классов кадетских корпусов возникают военные училища. Младшие классы кадетских корпусов, в свою очередь, преобразуются в военные гимназии, школы военного ведомства — в военные начальные школы, позже — в военные прогимназии, целью которых, согласно Положению, было «служить подготовительными заведениями для юнкерских училищ» .
Второе, учебное, отделение наблюдало за соответствием воспитания и образования государственной политике в этой области, потребностям армии, последним достижениям педагогики и мировой военной науки. В период реформы военного образования на отделение ложилась ответственность за разработку и внедрение учебных программ и отдельных курсов наук для различных типов учебных заведений; за привлечение, отбор и подготовку преподавателей и воспитателей для учебных заведений всех уровней; за выработку требований к учебникам и учебным пособиям.
Наконец, Третье, хозяйственное, отделение было призвано контролировать учебные заведения в отношении их хозяйства, одновременно разрабатывая новые, эффективные и рациональные методы его ведения. В этом отделении составлялись годовые сметы расходов на содержание всех военно-учебных заведений. Для каждого из них в кратчайшие сроки требовалось также подготовить соответствующие нормативные документы; до того же отделение само учитывало и распределяло полученные из казначейства суммы и отчитывалось за них перед государственным контролем.
С октября 1864 г. по июнь 1918-го при Главном управлении издавался (сперва ежемесячно, после ежеквартально) «Педагогический сборник». На страницах журнала, помимо официальной хроники, публиковались работы многих авторитетных педагогов, посвященные теоретическим и практическим вопросам образования и воспитания, главным образом военного.
Уже в самом начале периода, 9 февраля 1863 г., по инициативе военного министра Д. А. Милютина при управлении был учрежден Педагогический музей военно-учебных заведений (первоначально Центральное депо учебных пособий). В 1863−1871 гг. вместе с Педагогической библиотекой музей размещался в одном из зданий Первого кадетского корпуса на Кадетской линии. Созданный для узкой цели сбора и разработки материальных учебных пособий для военно-учебных заведений, музей быстро вырос в научное учреждение, ведущее масштабную исследовательскую, популяризаторскую (лекционную и экспозиционную) и даже педагогическую деятельность.

## 1881—1900
К началу периода в ведении ГУВУЗа состояли: Пажеский и Финляндский кадетские корпусы; 3 пехотных училища (1-е Павловское, 2-е Константиновское и 3-е Александровское); Николаевское кавалерийское училище; 16 военных гимназий (1-я и 2-я военные гимназии, 2-я и 4-я Московские, Орловская Бахтина, Петровская Полтавская, Владимирская Киевская, Полоцкая, Михайловская Воронежская, Нижегородская графа Аракчеева, Оренбургская Неплюевская, Сибирская, Тифлисская, Псковская, Симбирская); 2 «внесословные» военные гимназии для приходящих учеников (3-я С.-Петербургская и 3-я Московская), 8 военных прогимназий, учительская семинария и Педагогические курсы при 2-й С.-Петербургской военной гимназии.
Реформа военного образования продолжалась. Одни учебные заведения закрывались или меняли дислокацию, другие проходили реорганизацию — объединение или разделение. Для каждого из типов новых учебных заведений утверждались новые «образовательные стандарты», новые программы. Вводились одни дисциплины, упразднялись другие и т. п.
Общая программа для преподавания в юнкерских училищах была принята 24.05.1882 г., в военных гимназиях — 29.05.1882 г. Наконец, 20.06.1883 г. принята учебная программа для военных училищ.
В 1882 г. было принято решение о восстановлении кадетских корпусов. Новые Положение и штат утверждены 14.02.1886 г..Общая программа, утвержденная 7.05.1889 г., введена лишь в 1892/1893 г..
В 1881 г. в структуре управления появился инспектор строительной части «для общего наблюдения за строительной частью ведомства», но только в самом конце периода, в 1899 г., строительная часть получила оформление: введены должности помощника инспектора, столоначальника и также его помощника.
В 1886 г. Главное управление с Петербургской стороны переехало на Васильевский остров, где заняло небольшие здания в северной	 части участка Первого кадетского корпуса (ныне Кадетская линия, 3—5).

## 1900—1918
На 4.03.1900 г. в ведении ГУВУЗа состояли: Пажеский Его Величества и Финляндский кадетские корпусы; Николаевское кавалерийское училище; 4 пехотные училища (Павловское, Александровское, Московское и Киевское); 23 кадетских корпуса (Первый и Второй кадетские корпуса, Александровский, Николаевский, Первый, Второй и Третий Московские, Орловский Бахтина, Михайловский Воронежский, Нижегородский графа Аракчеева, Полоцкий, Псковский, Петровский Полтавский, Владимирский Киевский, Симбирский, Оренбургский Неплюевский, Второй Оренбургский, Сибирский, Тифлисский, Донской, Ярославский, Суворовский и Одесский); Вольская военная школа; школа имени императора Александра III и Ташкентская приготовительная школа, в которых состояло всего 13536 воспитанников.
В марте 1900 г. ГУВУЗ вновь подверглось реорганизации. Общий состав управления был расширен. В ведении бывшего Второго учебного отделения остались кадетские корпусы, для управления учебно-воспитательной работой в юнкерских и военных училищах вводилось Четвертое отделение (в составе начальника, 2 столоначальников и 2 помощников столоначальников); в других отделениях увеличено число столоначальников и их помощников; в помощь начальнику управления назначены 2 помощников и 10 чиновников для поручений. Спустя год, 13.05.1901 г., этот штатное расписание было откорректировано: Первому отделению был вверен личный состав воспитанников военно-учебных заведений, Второму — их учебно-воспитательная часть, Третьему — хозяйство военно-учебного ведомства и Четвертому — личный состав служащих Главного управления и подведомственных ему заведений.
В период 1905−1912 гг. вновь изменялись требования к подготовке офицерских кадров. В стране открывались новые кадетские корпусы (например, Сумский или Владикавказский), юнкерские училища постепенно, вплоть до 1911 г., преобразуются в военные училища. Кадетскими корпусами после реорганизации стали также Ташкентская и Вольская приготовительные школы. В результате упразднения юнкерских школ с сокращенной, двухгодичной программой подготовки образовательный уровень офицеров стал более однородным. К 1910 г. общая численность воспитанников составила 17671 человек.
В феврале 1910 г. структура управления в последний раз претерпела изменения. Великий князь Константин Константинович, руководивший ведомством на протяжении 10 лет, был назначен генерал-инспектором военно-учебных заведений. При генерал-инспекторе «за счет личного состава» ГУВУЗ возникло особое управление, куда поступили бывший старший помощник начальника управления, 7 чиновников для особых поручений и 3 писаря. 31.12.1910 г. вместе с новым Положением Главного управления изменения эти были окончательно утверждены. Еще прежде того, 10 августа 1910 г., утвержден был и новый штат ГУВУЗа.
К началу 1910/1911 учебного года окончательного утверждения удостоились новые программы учебного курса, в течение трех лет проходившие апробацию в Пажеском корпусе и во всех военных училищах.
В 1910 г. начальником управления был назначен генерал-лейтенант А. Ф. Забелин, который пробыл в этой должности до марта 1917 г. и подал в отставку вскоре после отречения Николая II. Его сменил генерал-лейтенант З. А. Макшеев, в 1906−1917 гг. заведовавший Педагогическим музеем военно-учебных заведений, с середины марта 1917-го — председатель Особой комиссии по подготовке реформы военно-учебных заведений. Отставку З. А. Макшеева 3.09.1917 г. исследователь предреволюционной истории ГУВУЗа Е. И. Лелина связывает с тем, что в числе сторонников и даже участников Корниловского выступления было немало воспитанников военно-учебных заведений.
16 февраля 1918 г. ведомство возглавил Главный комиссар всех военно-учебных заведений И. Л. Дзевалтовский, бывший штабс-капитан Гренадерского лейб-гвардии полка. В мае 1918 г. Главное-управление военно-учебных заведений вошло в состав Всероглавштаба Реввоенсовета

## Первый съезд офицеров-воспитателей кадетских корпусов
Первый съезд офицеров-воспитателей кадетских корпусов под эгидой Главного управления военно-учебных заведений состоялся с 22 по 31 декабря 1908 года в Санкт-Петербурге.
Приглашённые лица на открытие съезда:
- - Великий Князь Константин Константинович (начальник ГУВУЗ)
  - Генерал от инфантерии Редигер, Александр Фёдорович (военный министр)
  - Генерал от кавалерии Олив, Сергей Васильевич (главноуправляющий Ведомством учреждений императрицы Марии)
  - Генерал от инфантерии Макаров, Аполлон Николаевич (директор Педагогического музея Военно-учебных заведений и Педагогических курсов офицеров-воспитателей)
  - Генерал от инфантерии Острогорский, Алексей Николаевич (главный редактор «Педагогического сборника»)
  - Генерал от артиллерии Чернявский, Василий Тимофеевич (начальник Михайловской артиллерийской академии и артиллерийских училищ)
  - Генерал-лейтенант Поливанов, Алексей Андреевич (начальник Главного штаба)
  - Генерал-лейтенант Крюков, Николай Александрович (начальник Николаевской инженерной академии и училища)
  - Русин, Александр Иванович (начальник Николаевской морской академии и директор Морского корпуса)
  - Извольский, Пётр Петрович (обер-прокурор Святейшего Синода)
  - Шварц, Александр Николаевич (министр народного просвещения)
  - Мусин-Пушкин, Александр Алексеевич (попечитель Петербургского учебного округа)
  - Платонов, Сергей Фёдорович (директор Женского педагогического института)
  - Вольф, Борис Эдуардович фон (директор Александровского лицея)
  - Теляковский, Владимир Аркадьевич (директор Императорских театров)
  - Лазурский, Александр Фёдорович (Военно-медицинская академия)
  - Нечаев, Александр Петрович (Педагогический музей)
  - Озаровский, Юрий Эрастович (режиссёр Александринского театра)

Президиум съезда
- Председатель:
  - Генерал-лейтенант  Бутовский, Алексей Дмитриевич
- Товарищ председателя:
  - Генерал-лейтенант Попруженко, Михаил Григорьевич
- Члены:
  - Генерал-лейтенант Лавров, Степан Нилович
  - Генерал-лейтенант Макшеев, Захар Андреевич
  - Генерал-майор Михневич, Александр Петрович

Обязательные участники съезда:
- Александровский кадетский корпус
  - Генерал-лейтенант  Калишевский, Александр Иосифович
  - Подполковник Зотов Николай Александрович
  - Подполковник Баранов Александр Иванович
- Алексеевское военное училище
  - Полковник  Салатко-Петрище, Михаил Людвигович
- Виленское военное училище
  - Генерал-майор  Хамин, Николай Александрович
- Владикавказский кадетский корпус
  - Подполковник  Казанцев Николай Дмитриевич
  - Штабс-капитан  Сангайло Константин Петрович
- Владимирский Киевский кадетский корпус
  - Генерал-майор  Семашкевич, Евгений Евстафьевич
  - Подполковник Греков Валериан Иванович
  - Капитан Угрюмов Михаил Александрович
- Вольский кадетский корпус
  - Подполковник  Лукирский Николай Георгиевич
- Второй кадетский корпус
  - Подполковник Зауервейд Александр Николаевич
  - Подполковник Глотов Евгений Иванович
- Донской кадетский корпус
  - Генерал-майор  Лазарев-Станищев, Павел Николаевич
  - Полковник Вячеслов Андрей Фёдорович
  - Войсковой старшина  Рыковский, Иван Иванович
- Михайловский Воронежский кадетский корпус
  - Полковник Лютер Карл Карлович
  - Подполковник  Языков Владимир Дмитриевич
- Московский 1-й кадетский корпус
  - Генерал-майор  Римский-Корсаков, Владимир Валерианович
  - Полковник Вильке Александр Леопольдович
  - Подполковник Агищев Дмитрий Афанасьевич
- Московский 2-й кадетский корпус
  - Генерал-майор  Данкварт, Владимир Эдуардович
  - Капитан  Гаврилович Виктор Владиславович
  - Капитан Гринев Фёдор Васильевич
- Московский 3-й кадетский корпус
  - Подполковник  Заржецкий Евгений Адамович
  - Капитан Заржецкий Евгений Адамович
- Нижегородский кадетский корпус
  - Генерал-майор Войшин-Мурдас-Жилинский, Леонид Паулинович
  - Капитан  Вильбоа Бруно Александрович
  - Штабс-капитан Дзякович Вячеслав Павлович
- Николаевский кадетский корпус
  - Подполковник  Завадский Игнатий Александрович
  - Подполковник  Дитерихс Георгий Дмитриевич
  - Подполковник  Мягков Михаил Иванович
- Одесский кадетский корпус
  - Генерал-майор Радкевич, Николай Александрович
  - Подполковник  Цытович, Владимир Викторович
  - Подполковник Трубников Михаил Александрович
- Омский кадетский корпус
  - Подполковник  Попов-Азотов, Василий Иванович
- Оренбургский 2-й кадетский корпус
  - Генерал-лейтенант  Григоров, Василий Васильевич
  - Подполковник Хитрин Николай Львович
  - Подполковник Плошинский Владислав Октавианович
- Оренбургский Неплюевский кадетский корпус
  - Подполковник  Азарьев Александр Сергеевич
- Орловский Бахтина кадетский корпус
  - Полковник Коптев Николай Дмитриевич
  - Подполковник  Бахтин, Николай Николаевич
  - Подполковник Муромцев Василий Александрович
- Пажеский корпус
  - Генерал-майор  Шильдер, Владимир Александрович
  - Полковник  Полторацкий, Алексей Владимирович
  - Капитан  Гирс Георгий Фёдорович
- Первый кадетский корпус
  - Подполковник  Антонов, Александр Николаевич
  - Капитан  Доннер Фёдор Николаевич
  - Капитан  Смирнов Владимир Владимирович
- Петровский Полтавский кадетский корпус
  - Генерал-майор  Попов, Николай Петрович
  - Полковник Ромашкевич Александр Дмитриевич
  - Подполковник Купчинский, Николай Николаевич
- Полоцкий кадетский корпус
  - Подполковник Сафонов Модест Александрович
- Псковский кадетский корпус
  - Подполковник  Желязовский Николай Станиславович
  - Подполковник  Лавров Владимир Степанович
  - Подполковник  Гартвиг Борис Александрович
- Симбирский кадетский корпус
  - Подполковник  Манучаров Аркадий Семёнович
  - Подполковник  Бурков Владимир Иванович
- Суворовский кадетский корпус
  - Подполковник  Львов Тихон Владимирович
- Сумский кадетский корпус
  - Подполковник, князь Шаховской Петр Петрович
- Ташкентский кадетский корпус
  - Генерал-майор  Кох, Владимир Матвеевич фон
  - Подполковник  Яковлев Василий Степанович
  - Подполковник  Чемякин Вениамин Дмитриевич
- Тифлисский кадетский корпус
  - Подполковник Черепанов Пётр Петрович
  - Подполковник Денисов Илья Григорьевич
- Хабаровский кадетский корпус
  - Подполковник Татаринов Василий Васильевич
- Ярославский кадетский корпус
  - Полковник  Михайловский Николай Константинович
  - Капитан  Петров Николай Васильевич

Групповые изображения участников съезда

## Руководящий состав
Начальники (главные начальники) Главного управления
- Николай Васильевич Исаков, генерал-майор: 21.01.1863 — 4.07.1881;
- Николай Антонович Махотин, генерал-лейтенант, позже генерал от инфантерии: 4.07.1881 — 26.05.1899;
- Великий князь Константин Константинович, генерал-майор, позже генерал-лейтенант, генерал от инфантерии: 4.03.1900 — 13.02.1910;
- Александр Фёдорович Забелин, генерал-лейтенант, позже генерал от инфантерии: 3.03.1910 — 19.07.1914;
- Захарий Андреевич Макшеев, генерал-лейтенант: 14.04.1917 — 3.09.1917;
- Николай Александрович Хамин, генерал-лейтенант: 8.12.1917 — 15.02.1918.

Помощники начальника (главного начальника) Главного управления
- Никита Васильевич Корсаков, генерал-лейтенант: 1863—1878;
- Григорий Павлович Кузьмин-Караваев, генерал-лейтенант: 1878—1880;
- Логгин Логгинович Зедделер, генерал-лейтенант: 1881—1892;
- Иван Викентьевич Кононович-Горбацкий, генерал-лейтенант: 1900—1903;
- Сергей Александрович Будаевский, генерал-лейтенант: 1901—1906;
- Константин Николаевич Анчутин, генерал-лейтенант: 1903—1908;
- Григорий Михайлович Яковлев, генерал-лейтенант: 1.07.1906—9.03.1910; 9.03.1910—1917;
- Павел Александрович фон Лайминг, генерал-лейтенант: 1908—1910.

Начальники Первого отделения
- Я. В. Лерхе, полковник: 1863—1866;
- С. А. Берников, генерал-майор: 1866—1881;
- Г. М. Попов, действительный статский советник.: 1881—1884;
- Дмитрий Дмитриевич Лермонтов, генерал-майор: 1884—1893;
- Григорий Михайлович Яковлев, полковник: 28.05.1893—31.07.1900;
- Александр Дмитриевич Крутецкий, действ. ст. сов.: 1900—1911;
- Ф. Ф. Эттингер, коллежский советник: 1911—?

Начальники Второго (учебного) отделения
- Иван Алексеевич Бирилёв, полковник: 1863—1865;
- Всеволод Порфирьевич Коховский, полковник: 1865—1874;
- Василий Павлович Васютинский, генерал-майор: 1874—1883;
- Николай Васильевич Сухинский, генерал-майор: 04.11.1883—16.06.1906;
- Николай Васильевич Гриневич, генерал-майор: 13.08.1906—?

Начальники Третьего (хозяйственного) отделения
- Павел Иванович Долинянский, действ. ст. сов.: 20.10.1863—30.05.1865;
- Н. А. Невражин, кол. сов.: 1865—1870;
- И. С. Мамонтов, действ. ст. сов.: 1870—1878;
- Дмитрий Дмитриевич Лермонтов, полковник: 1878—1884;
- Рафаил Андреевич Барцев, действ. ст. сов.: 1884—1892;
- Михаил Петрович Гришков, полковник: 18.08.1892—10.02.1906;
- С. А. Александров, статский советник: 1906—?

Начальники Четвёртого отделения
- Григорий Михайлович Яковлев, полковник: 1900—1900;
- Владимир Иванович Даровский, генерал-майор: 11.08.1900—23.06.1909;
- А. О. Дзнеладзе, подполковник: 1909—?

Инспекторы Строительной части
- Дмитрий Викторович Покотилов, генерал-майор: 1882—1889:
- Н. П. Писаревский, генерал-лейтенант: 1899—1907;
- Николай Александрович Архангельский, генерал-майор: 21.08.1907—?